# حارة الحواقل (صنعاء)
حارة الحواقل هي إحدى حارات حي صافية طامش بضواحي الأمانة مديرية سنحان وبني بهلول، بلغ تعداد سكانها 115 نسمة حسب تعداد اليمن لعام 2004.